# Tadeu San Martino
Tadeu San Martino {São Paulo, 5 de novembro de 1975) é um lutador de kickboxing brasileiro, considerado um dos maiores nomes da modalidade no país.

## Conquistas
- 2007 - Campeão do "La Gara Grand Prix"[3]
- 2007 - Vice-campeão do "Grand Prix do Demolition Fight 6"[3]
- 2013 - Campeão Brasileiro PRO (Low Kicks até 75Kg))[2]
- 2013 - Medalha de Prata no World Combat Games [categoria: Low Kick (-75 kg)][4][2]
- 2013 - Medalha de Bronze no Mundial de Kickboxing[2]